# Rosém
Rosém ist ein portugiesischer Ort und eine ehemalige Gemeinde (Freguesia) im Kreis Marco de Canaveses. Die Gemeinde hatte 220 Einwohner (Stand 30. Juni 2011).
Am 29. September 2013 wurden die Gemeinden Rosém und Avessadas zur neuen Gemeinde Avessadas e Rosém zusammengeschlossen.